# Tratado de Whitehall
El Tratado de Whitehall (en francés: Traité de Whitehall) del 19 de febrero de 1793 se firmó entre colonos contrarrevolucionarios de las posesiones francesas de Saint-Domingue, Martinica y Guadalupe con el Imperio Británico. El tratado les permitió mantener la esclavitud, que había sido abolida por el Gobierno de la Primera República Francesa, mientras que a los británicos se les permitió ocupar militarmente y recibir ingresos financieros de las colonias.
Fue firmado por  Henry Dundas para los británicos, y  Pierre Victor Malouet (Saint-Domingue), Louis de Curt (Guadalupe ) Ignace-Joseph-Philippe de Perpigna y Louis-François Dubuc (Martinica).
El Tratado de Whitehall fue seguido por la "capitulación de la Grande Anse" el 3 de septiembre de 1793. Mediante este tratado, los británicos se comprometieron con los franceses a mantener la esclavitud a cambio del control militar. El 19 de septiembre, 500 soldados británicos fueron recibidos en Jérémie y en Môle-Saint-Nicolas el 22 de septiembre. Los realistas entregan Saint-Marc, Arcahaie, Le Grand-Goâve, Tiburon y Léogâne. Pierre Venant de Charmilly se presentó en Grande-Anse, rodeado de oficiales y tropas británicas el 19 de septiembre de 1793.

## Retirada británica
La incapacidad de las tropas británicas, comandadas por Thomas Maitland, de ocupar y mantener las zonas montañosas y rurales de Haití, sus derrotas ante Toussaint Louverture y la propagación de enfermedades como el vómito negro. Llevaron a su retirada el 8 de mayo de 1798 de Puerto Príncipe (ocuparon el 5 de junio de 1794) y de San Marcos, de Les Irois el 23 de agosto y el 31 de agosto de Môle-Saint-Nicolas.